# Delain (zespół muzyczny)
Delain – holenderska grupa muzyczna wykonująca muzykę z pogranicza gothic metalu oraz metalu symfonicznego. Została założona przez byłego pianistę Within Temptation, Martijna Westerholta. Nazwa zespołu pochodzi od nazwy królestwa Kingdom of Delain znajdującego się w powieści Stephena Kinga The Eyes of the Dragon.

## Muzycy
| - Martijn Westerholt – instrumenty klawiszowe (od 2002) - Diana Leah – śpiew (od 2022) - Sander Zoer – perkusja (2006–2014; od 2021) - Ronald Landa – gitara, śpiew (2006–2009; od 2021) - Ludovico Cioffi – gitara basowa, śpiew (od 2022) Muzycy koncertowi - Roel Vink – gitara basowa (2009) - Bas Maas – gitara (2012–2013) |  | Byli członkowie zespołu - Martijn Willemsen – gitara basowa (2002–2005) - Tim Kuper – perkusja (2002–2005) - Roy van Enkhuyzeni – gitara (2002–2005) - Frank van der Meijden – gitara (2002–2005) - Anne Invernizzi – śpiew (2002–2005) - Rob van der Loo – gitara basowa (2006–2009) - Timo Somers – gitara (2011–2021) - Ray van Lente – gitara (2006–2007) - Ruben Israël – perkusja (2014–2017; live 2013) - Ewout Pieters – gitara (2009–2010) - Merel Bechtold – gitara (2015 –2019) - Charlotte Wessels – śpiew (2005–2021) - Otto „The Baron” Schimmelpenninck van der Oije – gitara basowa (2010–2021) |

## Dyskografia

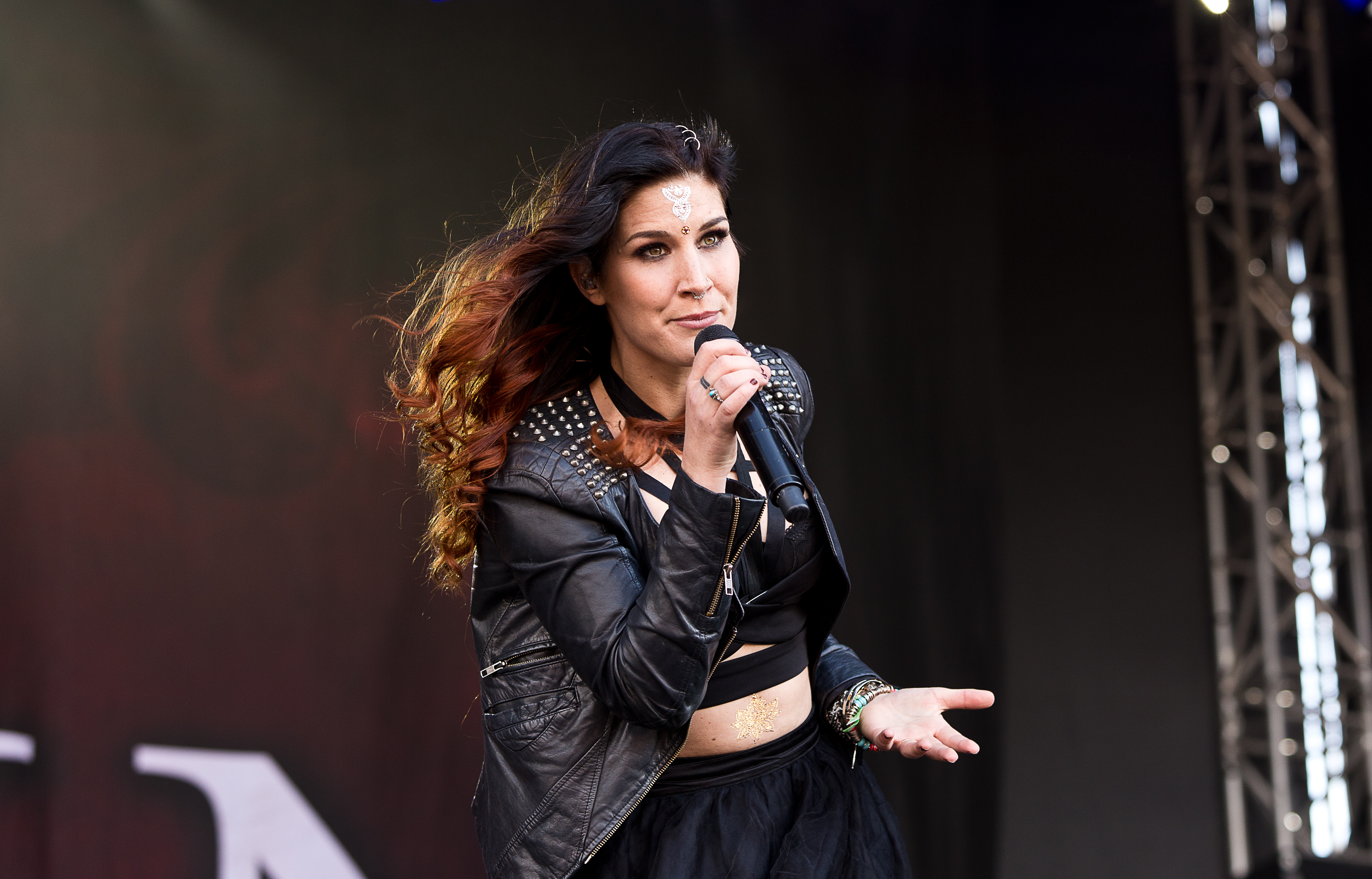
Charlotte Wessels, 2015

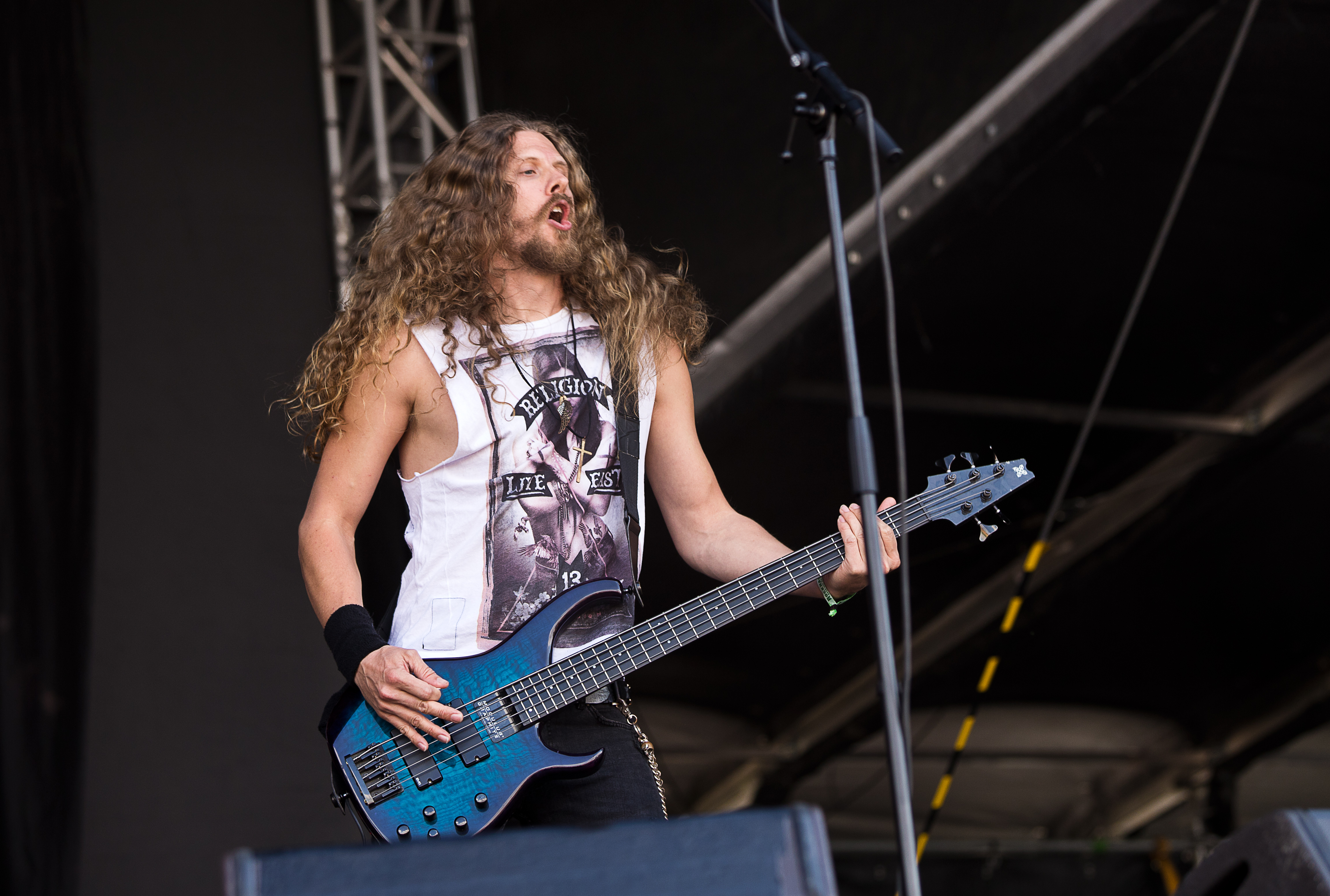
Otto „The Baron” Schimmelpenninck van der Oije, 2015

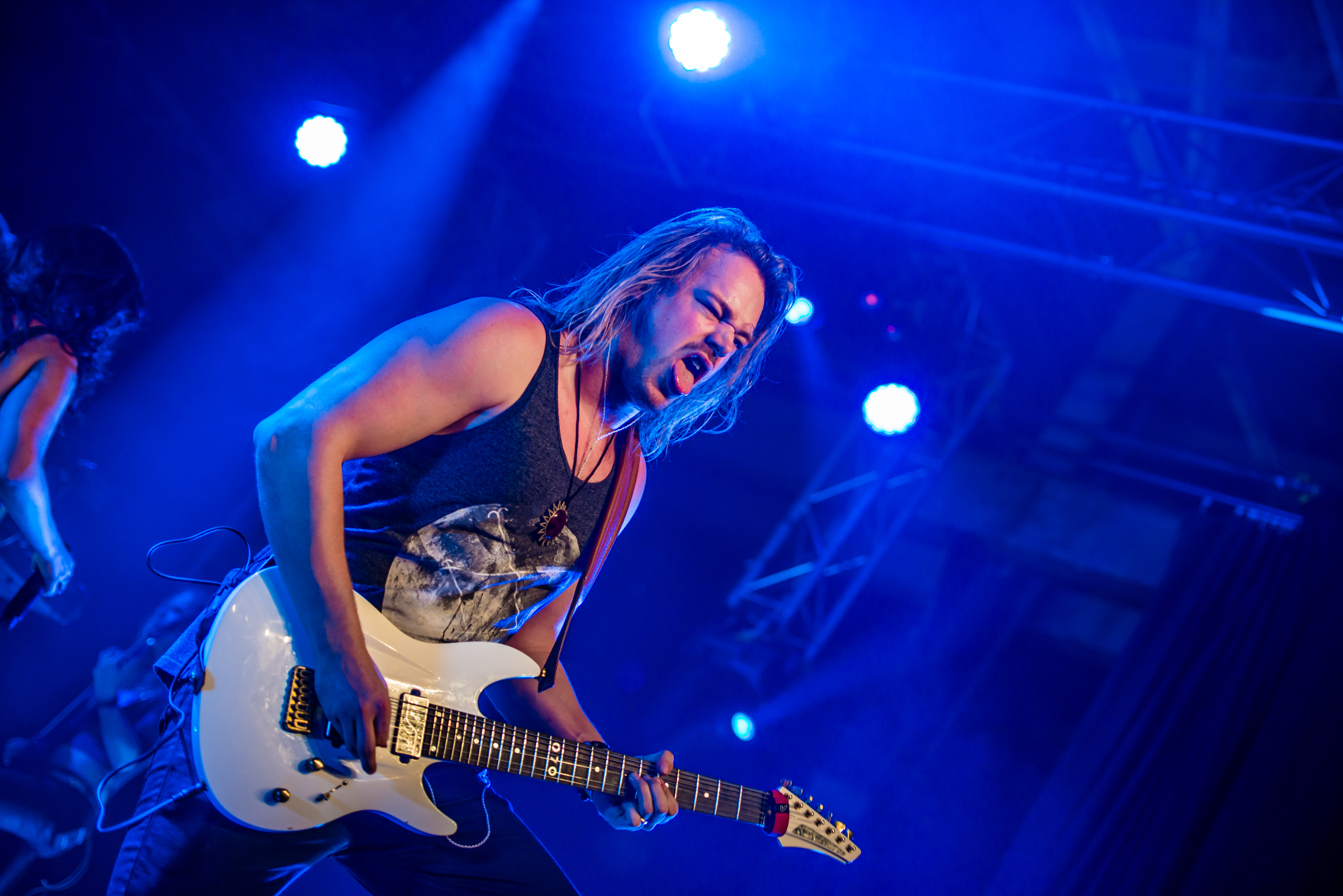
Timo Somers, 2015

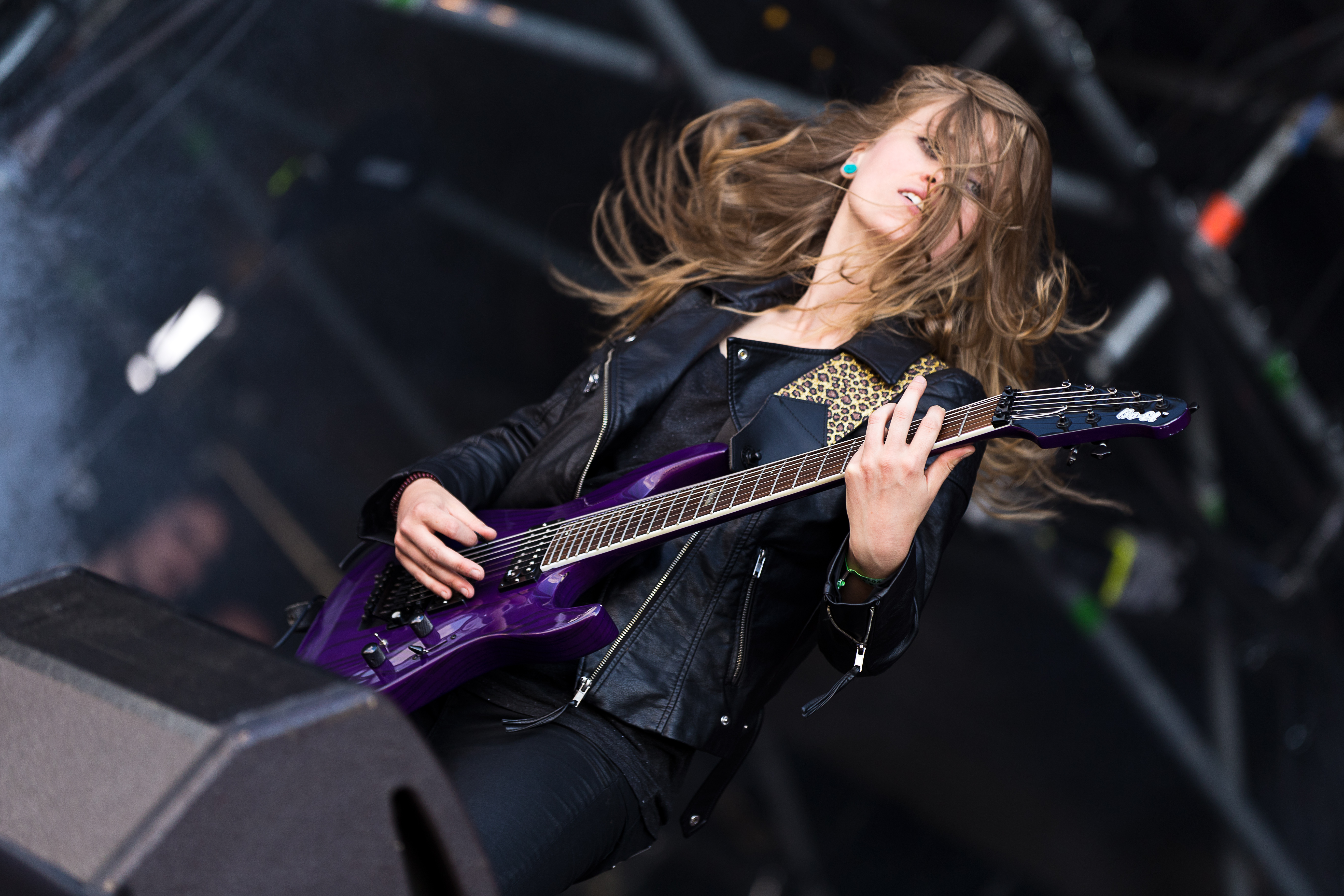
Merel Bechtold, 2015

Albumy studyjne
| Rok                            | Tytuł                                                                     | Pozycja na liście | Pozycja na liście | Pozycja na liście | Pozycja na liście | Pozycja na liście | Pozycja na liście | Sprzedaż         |
| Rok                            | Tytuł                                                                     | NLD               | FRA               | CHE               | DEU               | BEL               | USA Heat.         | Sprzedaż         |
| ------------------------------ | ------------------------------------------------------------------------- | ----------------- | ----------------- | ----------------- | ----------------- | ----------------- | ----------------- | ---------------- |
| 2006                           | Lucidity - Data: 4 września 2006 - Wydawca: Roadrunner Records            | 43                | –                 | –                 | –                 | –                 | –                 |                  |
| 2009                           | April Rain - Data: 20 marca 2009 - Wydawca: Roadrunner Records            | 14                | 88                | 91                | 96                | –                 | –                 |                  |
| 2012                           | We Are the Others - Data: 1 czerwca 2012 - Wydawca: Roadrunner Records    | 4                 | 118               | 43                | 77                | 82                | 23                | - USA: 1,0 tys.+ |
| 2014                           | The Human Contradiction - Data: 4 kwietnia 2014 - Wydawca: Napalm Records | 25                | 106               | 24                | 40                | 65                | 8                 | - USA: 1,9 tys.+ |
| 2016                           | Moonbathers - Data: 26 sierpnia 2016 - Wydawca: Napalm Records            | 15                | 83                | 18                | 17                | 23                | 5                 | - USA: 2,8 tys.+ |
| „–” pozycja nie była notowana. |                                                                           |                   |                   |                   |                   |                   |                   |                  |

Minialbumy
| Rok  | Tytuł                                                          | Pozycja na liście | Sprzedaż         |
| Rok  | Tytuł                                                          | USA Heat.         | Sprzedaż         |
| ---- | -------------------------------------------------------------- | ----------------- | ---------------- |
| 2016 | Lunar Prelude - Data: 19 lutego 2016 - Wydawca: Napalm Records | 8                 | - USA: 1,4 tys.+ |

Kompilacje
| Rok  | Tytuł                                                   | Pozycja na liście | Pozycja na liście | Pozycja na liście |
| Rok  | Tytuł                                                   | NLD               | DEU               | BEL               |
| ---- | ------------------------------------------------------- | ----------------- | ----------------- | ----------------- |
| 2013 | Interlude - Data: 1 maja 2013 - Wydawca: Napalm Records | 37                | 91                | 141               |

Single
| 2007                           | Shattered               | –  | Lucidity          |
| 2007                           | Frozen                  | 46 | Lucidity          |
| 2007                           | See Me In Shadow        | 46 | Lucidity          |
| 2008                           | The Gathering           | –  | Lucidity          |
| 2009                           | Stay Forever            | –  | April Rain        |
| 2009                           | April Rain              | –  | April Rain        |
| 2009                           | Smalltown Boy           | –  | April Rain        |
| 2010                           | Nothing Left            | –  | April Rain        |
| 2012                           | Get The Devil Out Of Me | –  | We Are The Others |
| „–” pozycja nie była notowana. |                         |    |                   |

Dema
| Rok  | Tytuł                                                 |
| ---- | ----------------------------------------------------- |
| 2002 | Amenity - Data: 2002 - Wydawca: brak (wydanie własne) |

## Teledyski
| Rok  | Tytuł                     | Reżyseria      | Album                   |
| ---- | ------------------------- | -------------- | ----------------------- |
| 2006 | „Frozen”                  | –              | Lucidity                |
| 2007 | „See Me In Shadow”        | Suedy Mauricio | Lucidity                |
| 2007 | „The Gathering”           | –              | Lucidity                |
| 2009 | „April Rain”              | –              | April Rain              |
| 2009 | „Stay Forever”            | –              | April Rain              |
| 2012 | „Get The Devil Out Of Me” | –              | We Are The Others       |
| 2012 | „We Are The Others”       | Redline Music  | We Are The Others       |
| 2013 | „Are You Done With Me”    | –              | Interlude               |
| 2014 | „Stardust”                | Scott Dagger   | The Human Contradiction |